# Incubus
För det amerikanska rockbandet, se Incubus (musikgrupp)

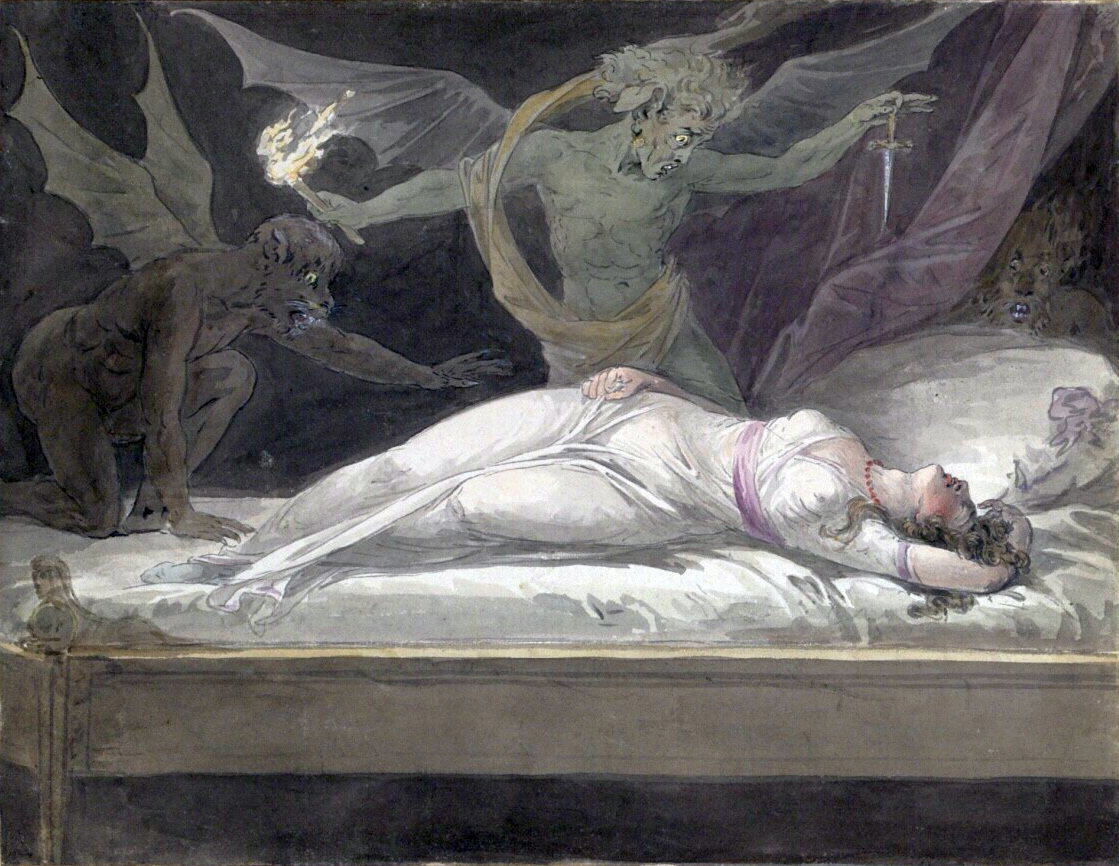
Incubus, 1870

Incubus (latin, av verbet incubo, incubare 'ligga eller sova hos eller på', 'uppehålla sig, bevaka' med mera; latinsk plural incubi) är i viss folktro en demon som i form av en man förför kvinnor, helst nunnor. Böcker om häxeri från 1500-talet nämner dessa oftare än den kvinnliga motsvarigheten succubor. Om man hade haft sex med ett skogsrå kunde det ha varit en succuba. Den behöll då mannens säd och förvandlade sig till en incubus. Sedan förförde den en kvinna och hade sex med henne. Barnet blev då missbildat.
Tron på succuba och incubus kan jämföras med den nordiska folktrons mara.
Hos de gamla romarna var incubus en folkbenämning på skogsguden Faunus (Silvanus), eftersom man trodde, att denne nattetid besökte kvinnor och även plågade dem med hemska drömmar. Enligt medeltidens folktro kunde djävlar stundom ha köttsligt umgänge med människorna och avla barn med dem. Sådana demoner spelade en viktig roll i häxeriprocesserna. De hette på teologernas språk incubi och succubi. De omnämns i bland annat påve Innocentius VIII:s bulla av 5 december 1484 ("Ad futuram rei memoriam"), och även Martin Luther talar om dem på flera ställen i sina "Tischreden".